# 왁스웍
《왁스웍》(영어: Waxwork)은 미국에서 제작된 앤서니 히콕스 감독의 1988년 코미디 공포 영화이다. 잭 갤리건 등이 출연하였고, 스테판 아렌베르크 등이 제작에 참여하였다.

## 출연진
- 잭 갤리건
- 데버라 포먼
- 미셸 존슨
- 데이나 애슈브룩
- 클레어 케리
- 데이비드 워너
- 패트릭 맥니
- 찰스 매코건
- J. 케네스 캠벨
- 마일스 오키프
- 존 리스데이비스
- 에드워드 애슐리
- 릭 로서비치
- 앤서니 히콕스

## 기타 제작진
- 협력 제작: 에이앨 리먼
- 미술: 잔니 쿠아란타
- 의상: 레너드 폴랙